# Chipperfield
Chipperfield är en ort och civil parish i Storbritannien.   Den ligger i grevskapet Hertfordshire och riksdelen England, i den södra delen av landet, 30 km nordväst om huvudstaden London. Chipperfield ligger 139 meter över havet och antalet invånare är 1 800.
Terrängen runt Chipperfield är platt. Runt Chipperfield är det mycket tätbefolkat, med 1 573 invånare per kvadratkilometer. Närmaste större samhälle är Watford, 8,5 km sydost om Chipperfield. Trakten runt Chipperfield består till största delen av jordbruksmark.